# Летлапенг
Спортивний клуб Летлапенг або просто «Летлапенг» (англ. Letlapeng Sporting Club) — ботсванський футбольний клуб з міста Рамоцва. 

## Історія
Футбольна команда «Летлапенг» була заснована в місті Рамоцва. У сезоні 2003/04 років клуб переміг у Другому дивізіоні чемпіонату Ботсвани з футболу (зона «Південь»). Наступного сезону стає срібним призером Другого дивізіону чемпіонату провінції Рамоцва з футболу. У 2008 році клуб стає срібним призером у Другому дивізіоні чемпіонату Ботсвани з футболу (зона «Південь») та здобуває право з наступного сезону виступати у Першому дивізіоні чемпіонату Ботсвани з футболу (зона «Південь»). У сезоні 2008/09 років дебютує у південній зоні першого дивізіону та займає 5-те місце, а вже у наступному розіграші чемпіонату здобуває бронзові нагороди південної зони першого дивізіону національного чемпіонату. У сезоні 2010/11 років Летлапенг знову посідає 5-те місце, а наступного сезону посів лише 7-ме місце. У сезоні 2013/14 років клуб перемагає у Першому дивізіоні національного чемпіонату (зона «Південь»). А вже наступний розіграш національного чемпіонату «Летлапенг» розпочав у Прем'єр-ліз, проте дебют виявився дуже невдалим, оскільки команда посіла передостаннє 15-те місце та повернулася до Першого дивізіону (зона «Південь»).

## Досягнення
- Перший дивізіон Чемпіонату Ботсвани з футболу (зона «Південь»)
  -  Чемпіон (1): 2013/14
  -  Бронзовий призер (1): 2009/10

- Другий дивізіон Чемпіонату Ботсвани з футболу (зона «Південь»)
  -  Чемпіон (1): 2003/04
  -  Срібний призер (1): 2007/08

- Другий дивізіон Чемпіонату провінції Рамоцва з футболу
  -  Срібний призер (1): 2005/06